# Derobrachus digueti
Derobrachus digueti là một loài bọ cánh cứng trong họ Cerambycidae.